# Đại hội Đại biểu Nhân dân toàn quốc khóa XIII

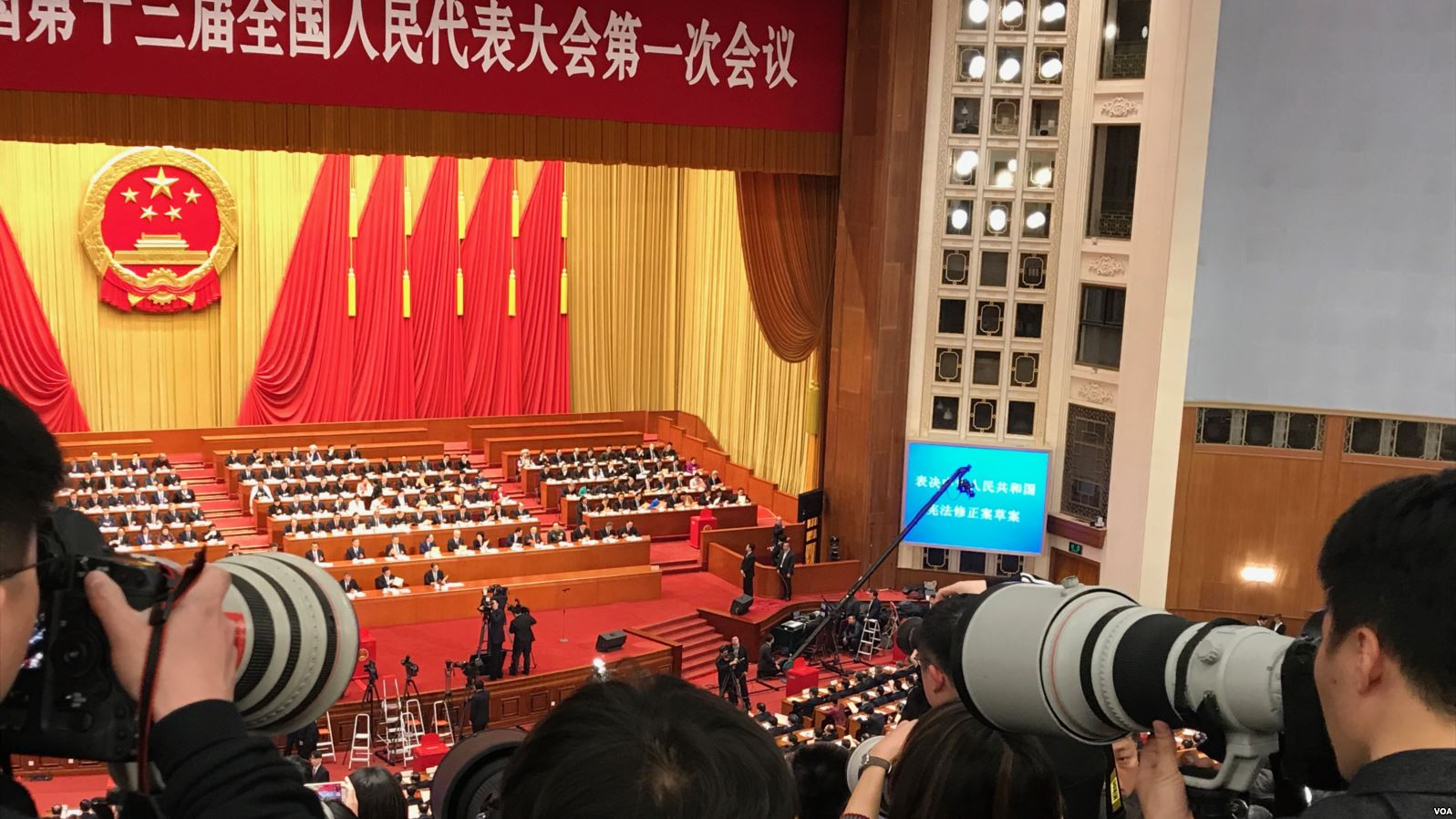
Kỳ họp thứ nhất của Đại hội Đại biểu Nhân dân Toàn quốc khóa XIII

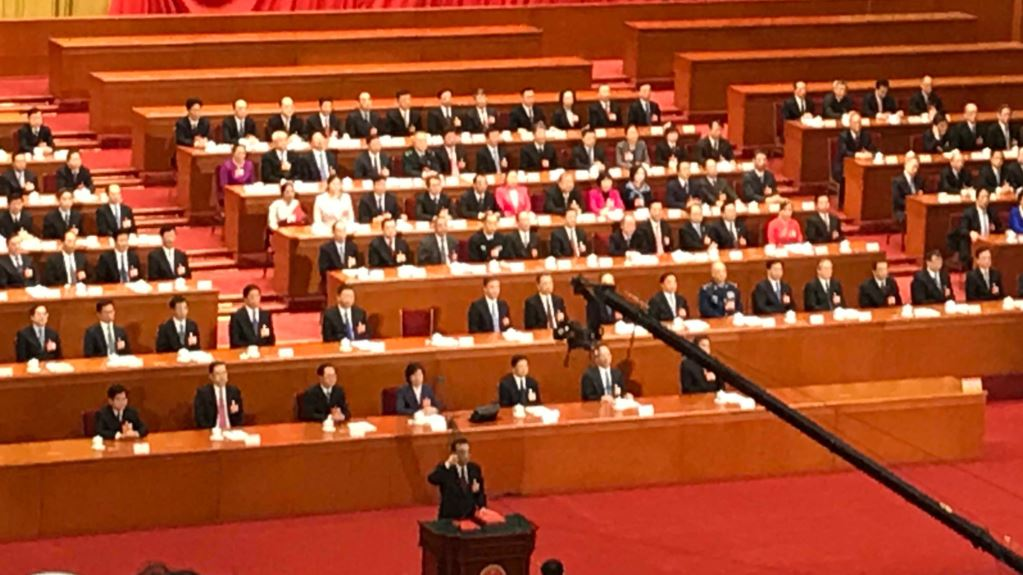
Lý Khắc Cường công khai tuyên thệ với hiến pháp khi chính thức nhậm chức sau khi ông được bổ nhiệm làm Tổng lý Quốc vụ viện.

Đại hội Đại biểu Nhân dân toàn quốc khóa XIII của nước Cộng hòa Nhân dân Trung Hoa được bầu cử từ tháng 10/2017 đến tháng 2/2018 và nhiệm kỳ kéo dài từ 2018-2023. Theo thường lệ, dự kiến sẽ có 5 kỳ họp tại khóa này (mỗi năm một kỳ họp toàn thể thường niên vào mùa xuân), thường là diễn ra vào đầu tháng 3 hàng năm.

## Kỳ họp thứ nhất
Kỳ họp toàn thể (hay Hội nghị) lần thứ nhất được khai mạc vào ngày 5/3/2018 và bế mạc vào ngày 20/3/2018. Tất cả các chức vụ cấp cao của Nhà nước đã được bầu trong kỳ họp này, bao gồm Chủ tịch nước, Phó Chủ tịch nước, Tổng lý (tức Thủ tướng) và Ủy viên trưởng Ủy ban Thường vụ Nhân đại toàn quốc (tức Chủ tịch Quốc hội).

### Kết quả bầu cử đầu khóa mới
| Bầu Ủy viên trưởng UBTV                                                              | Bầu Ủy viên trưởng UBTV                                                              | Bầu Ủy viên trưởng UBTV                                                              | Bầu Ủy viên trưởng UBTV                                                              | Bầu Tổng thư ký UBTV                                                 | Bầu Tổng thư ký UBTV                                                 | Bầu Tổng thư ký UBTV                                                 | Bầu Tổng thư ký UBTV                                                 |
| Ứng viên                                                                             | Ủng hộ                                                                               | Phản đối                                                                             | Phiếu trắng                                                                          | Ứng viên                                                             | Ủng hộ                                                               | Phản đối                                                             | Phiếu trắng                                                          |
| ------------------------------------------------------------------------------------ | ------------------------------------------------------------------------------------ | ------------------------------------------------------------------------------------ | ------------------------------------------------------------------------------------ | -------------------------------------------------------------------- | -------------------------------------------------------------------- | -------------------------------------------------------------------- | -------------------------------------------------------------------- |
| Lật Chiến Thư                                                                        | 2970                                                                                 | 0                                                                                    | 0                                                                                    | Dương Chấn Vũ                                                        | 2970                                                                 | 0                                                                    | 0                                                                    |
| Bầu Chủ tịch nước                                                                    | Bầu Chủ tịch nước                                                                    | Bầu Chủ tịch nước                                                                    | Bầu Chủ tịch nước                                                                    | Bầu Phó Chủ tịch nước                                                | Bầu Phó Chủ tịch nước                                                | Bầu Phó Chủ tịch nước                                                | Bầu Phó Chủ tịch nước                                                |
| Ứng viên                                                                             | Ủng hộ                                                                               | Phản đối                                                                             | Phiếu trắng                                                                          | Ứng viên                                                             | Ủng hộ                                                               | Phản đối                                                             | Phiếu trắng                                                          |
| Tập Cận Bình                                                                         | 2970                                                                                 | 0                                                                                    | 0                                                                                    | Vương Kỳ Sơn                                                         | 2969                                                                 | 1                                                                    | 0                                                                    |
| Bầu Phó Ủy viên trưởng UBTV                                                          | Bầu Phó Ủy viên trưởng UBTV                                                          | Bầu Phó Ủy viên trưởng UBTV                                                          | Bầu Phó Ủy viên trưởng UBTV                                                          | Bầu Chủ nhiệm Ủy ban Giám sát Quốc gia                               | Bầu Chủ nhiệm Ủy ban Giám sát Quốc gia                               | Bầu Chủ nhiệm Ủy ban Giám sát Quốc gia                               | Bầu Chủ nhiệm Ủy ban Giám sát Quốc gia                               |
| Ứng viên                                                                             | Ủng hộ                                                                               | Phản đối                                                                             | Phiếu trắng                                                                          | Ứng viên                                                             | Ủng hộ                                                               | Phản đối                                                             | Phiếu trắng                                                          |
| Vương Thần                                                                           | 2970                                                                                 | 0                                                                                    | 0                                                                                    | Dương Hiểu Độ                                                        | 2969                                                                 | 1                                                                    | 0                                                                    |
| Tào Kiến Minh                                                                        | 2970                                                                                 | 0                                                                                    | 0                                                                                    | Dương Hiểu Độ                                                        | 2969                                                                 | 1                                                                    | 0                                                                    |
| Trương Xuân Hiền                                                                     | 2969                                                                                 | 1                                                                                    | 0                                                                                    | Dương Hiểu Độ                                                        | 2969                                                                 | 1                                                                    | 0                                                                    |
| Thẩm Dược Dược                                                                       | 2969                                                                                 | 1                                                                                    | 0                                                                                    | Dương Hiểu Độ                                                        | 2969                                                                 | 1                                                                    | 0                                                                    |
| Cát Bính Hiên                                                                        | 2970                                                                                 | 0                                                                                    | 0                                                                                    | Dương Hiểu Độ                                                        | 2969                                                                 | 1                                                                    | 0                                                                    |
| Arken Imirbaki                                                                       | 2970                                                                                 | 0                                                                                    | 0                                                                                    | Dương Hiểu Độ                                                        | 2969                                                                 | 1                                                                    | 0                                                                    |
| Mặc Ngạc Tương                                                                       | 2970                                                                                 | 0                                                                                    | 0                                                                                    | Dương Hiểu Độ                                                        | 2969                                                                 | 1                                                                    | 0                                                                    |
| Trần Trúc                                                                            | 2970                                                                                 | 0                                                                                    | 0                                                                                    | Lưu Nguyên                                                           | 2                                                                    | 0                                                                    | 0                                                                    |
| Vương Đông Minh                                                                      | 2969                                                                                 | 1                                                                                    | 0                                                                                    | Lưu Nguyên                                                           | 2                                                                    | 0                                                                    | 0                                                                    |
| Padma Choling                                                                        | 2970                                                                                 | 0                                                                                    | 0                                                                                    | Lưu Nguyên                                                           | 2                                                                    | 0                                                                    | 0                                                                    |
| Đinh Trọng Lễ                                                                        | 2968                                                                                 | 1                                                                                    | 1                                                                                    | Lưu Nguyên                                                           | 2                                                                    | 0                                                                    | 0                                                                    |
| Hác Minh Kim                                                                         | 2970                                                                                 | 0                                                                                    | 0                                                                                    | Lưu Nguyên                                                           | 2                                                                    | 0                                                                    | 0                                                                    |
| Thái Đạt Phong                                                                       | 2969                                                                                 | 1                                                                                    | 0                                                                                    | Lưu Nguyên                                                           | 2                                                                    | 0                                                                    | 0                                                                    |
| Vũ Duy Hoa                                                                           | 2970                                                                                 | 0                                                                                    | 0                                                                                    | Lưu Nguyên                                                           | 2                                                                    | 0                                                                    | 0                                                                    |
| Bầu Chủ tịch Ủy ban Quân sự Trung ương                                               | Bầu Chủ tịch Ủy ban Quân sự Trung ương                                               | Bầu Chủ tịch Ủy ban Quân sự Trung ương                                               | Bầu Chủ tịch Ủy ban Quân sự Trung ương                                               | Bầu Phó Chủ tịch Ủy ban Quân sự Trung ương                           | Bầu Phó Chủ tịch Ủy ban Quân sự Trung ương                           | Bầu Phó Chủ tịch Ủy ban Quân sự Trung ương                           | Bầu Phó Chủ tịch Ủy ban Quân sự Trung ương                           |
| Ứng viên                                                                             | Ủng hộ                                                                               | Phản đối                                                                             | Phiếu trắng                                                                          | Ứng viên                                                             | Ủng hộ                                                               | Phản đối                                                             | Phiếu trắng                                                          |
| Tập Cận Bình                                                                         | 2970                                                                                 | 0                                                                                    | 0                                                                                    | Hứa Kì Lượng                                                         | 2962                                                                 | 0                                                                    | 4                                                                    |
| Tập Cận Bình                                                                         | 2970                                                                                 | 0                                                                                    | 0                                                                                    | Trương Hựu Hiệp                                                      | 2963                                                                 | 2                                                                    | 1                                                                    |
| Bầu Tổng lý (tức Thủ tướng)                                                          | Bầu Tổng lý (tức Thủ tướng)                                                          | Bầu Tổng lý (tức Thủ tướng)                                                          | Bầu Tổng lý (tức Thủ tướng)                                                          | Bầu Phó Tổng lý (tức Phó Thủ tướng)                                  | Bầu Phó Tổng lý (tức Phó Thủ tướng)                                  | Bầu Phó Tổng lý (tức Phó Thủ tướng)                                  | Bầu Phó Tổng lý (tức Phó Thủ tướng)                                  |
| Lý Khắc Cường                                                                        | 2964                                                                                 | 2                                                                                    | 0                                                                                    | Hàn Chính                                                            | 2965                                                                 | 4                                                                    | 0                                                                    |
| Lý Khắc Cường                                                                        | 2964                                                                                 | 2                                                                                    | 0                                                                                    | Tôn Xuân Lan                                                         | 2956                                                                 | 5                                                                    | 8                                                                    |
| Lý Khắc Cường                                                                        | 2964                                                                                 | 2                                                                                    | 0                                                                                    | Hồ Xuân Hoa                                                          | 2968                                                                 | 0                                                                    | 1                                                                    |
| Lý Khắc Cường                                                                        | 2964                                                                                 | 2                                                                                    | 0                                                                                    | Lưu Hạc                                                              | 2964                                                                 | 3                                                                    | 2                                                                    |
| Bầu Ủy viên trưởng Pháp viện Nhân dân Tối cao (tức Chánh án Tòa án Nhân dân Tối cao) | Bầu Ủy viên trưởng Pháp viện Nhân dân Tối cao (tức Chánh án Tòa án Nhân dân Tối cao) | Bầu Ủy viên trưởng Pháp viện Nhân dân Tối cao (tức Chánh án Tòa án Nhân dân Tối cao) | Bầu Ủy viên trưởng Pháp viện Nhân dân Tối cao (tức Chánh án Tòa án Nhân dân Tối cao) | Bầu Kiểm sát trưởng (tức Viện trưởng) Viện Kiểm sát Nhân dân Tối cao | Bầu Kiểm sát trưởng (tức Viện trưởng) Viện Kiểm sát Nhân dân Tối cao | Bầu Kiểm sát trưởng (tức Viện trưởng) Viện Kiểm sát Nhân dân Tối cao | Bầu Kiểm sát trưởng (tức Viện trưởng) Viện Kiểm sát Nhân dân Tối cao |
| Ứng viên                                                                             | Ủng hộ                                                                               | Phản đối                                                                             | Phiếu trắng                                                                          | Ứng viên                                                             | Ủng hộ                                                               | Phản đối                                                             | Phiếu trắng                                                          |
| Chu Cường                                                                            | 2956                                                                                 | 5                                                                                    | 5                                                                                    | Trương Quân                                                          | 2951                                                                 | 5                                                                    | 10                                                                   |